# Тім Лейболд
Тім Лейболд (нім. Tim Leibold, нар. 30 листопада 1993, Беблінген, Німеччина) — німецький футболіст, фланговий захисник клубу МЛС «Спортінг Канзас-Сіті».

## Ігрова кар'єра

### Клубна
Тім Лейболд починав грати у футбол у молодіжних командах нижчих дивізіонів Німеччини. Серед яких є клуб «Фрайберг» з Оберліги. Саме у складі цього клубу Тім Лейболд дебютував на дорослому рівні у 2012 році.
Провівши ще два сезони у іншій команді «Штутгарта», Лейболд як вільний агент перейшов до клубу «Нюрнберг», де за чотири сезони зіграв понад сто матчів. У сезоні 2017/18 разом з командою Лейболд виборов право на підвищення, і вже наступний сезон розпочав у Бундеслізі.
Через рік футболіст повернувся до Другої Бундесліги, коли підписав чотирирічний контракт з клубом «Гамбург». У новому клубі футболіст забронював за собою постійне місце в основі й своєю грою заслужив визнання другим кращим захисником ліги. У ході сезону 2020/21 Лейболд отримав від головного тренера посаду капітана команди.
У січні 2023 року стало відомо про підписання Лейболдом трирічного контракту з клубом МЛС «Спортінг Канзас-Сіті».

### Збірна
У 2013 році Тім Лейболд провів п'ять матчів у складі юнацької збірної Німеччини (U-20).